# Eugen Böhringer

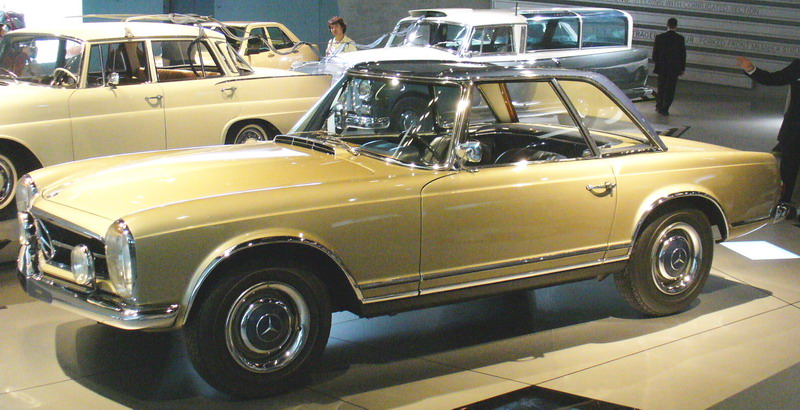
Eugen Böhringers Mercedes-Benz 230 SL von 1963

Eugen Böhringer (* 22. Januar 1922 in Rotenberg bei Stuttgart; † 19. Juni 2013 in Stuttgart) war ein deutscher Automobilrennfahrer.

## Leben und Karriere
Eugen Böhringer war gelernter Koch, wurde als 18-Jähriger Soldat und kehrte 1950 (nach anderer Quelle 1948) aus russischer Kriegsgefangenschaft zurück. 1952 übernahm er das Hotel Böhringer.
Als Anfangdreißigjähriger kam er mit seinem privaten Mercedes-Benz 219 (W 105) über eine Wette zu seiner Sportwagenfahrerkarriere. 1954 wettete er, das Geschicklichkeitsturnier des Automobilclubs Untertürkheim in seiner Klasse zu gewinnen. Tatsächlich gewann er.
1959 gewann Eugen Böhringer mit seinem Alfa Romeo acht Rennen. 1960 und 1962 trennten ihn nur wenige Sekunden vom Gesamtsieg bei der Rallye Monte Carlo. Er gewann 1961 und 1962 die Rallye Polen, 1962 den Motor-Marathon Lüttich–Sofia–Lüttich sowie 1962 und 1963 die Acropolis Rally. Ebenso war er 1963 Gesamtsieger der Deutschland-Rallye; 1963 und 1964 wurde er Gesamtsieger beim „Großen Straßenpreis von Argentinien“.
Für seine sportlichen Leistungen wurde er am 7. September 1963 mit dem Silbernen Lorbeerblatt geehrt.
Anfang 1964 hielt er auf der Solitude mit 5:24 Minuten und auf der Nürburgring-Nordschleife mit 10:31 Minuten die Rundenrekorde für Tourenwagen.
Eugen Böhringer bereitete sich sorgfältig auf seine Rallye-Einsätze vor:

„Drei Wochen vor Beginn einer solchen Dauerfahrt beginne ich die Flüssigkeitsaufnahme etwas einzuschränken. Zusätzlich zu meiner gut bürgerlichen schwäbischen Kost nehme ich dann Karottenextrakt zu mir, um die Augen zu stärken, gleichfalls Aufbaumittel für die Nerven. Wer bei einer Spezialrallye vier Tage und vier Nächte am Volant eines Wagens sitzt und ihn mit (erlaubter) Höchstgeschwindigkeit über Autobahnen, Landstraßen, Geröllwege und fast unbefahrbare Pässe jagt, der braucht das Auge eines Adlers und Nerven wie breite Nudeln. Dennoch wäre der beste Fahrer aufgeschmissen, hätte er sich den falschen Co-Piloten ausgesucht.“

Böhringer beendete 1965 seine Rennfahrer-Karriere. Er war verheiratet und hatte vier Kinder.

## Erfolge (Auswahl)
- 1961: Vize-Rallye-Europameister (Böhringer/Rauno Aaltonen auf Mercedes-Benz 220 SE)
- 1962: Rallye-Europameister (Böhringer/Peter Lang auf Mercedes-Benz 220 SE)